# Gordondammen

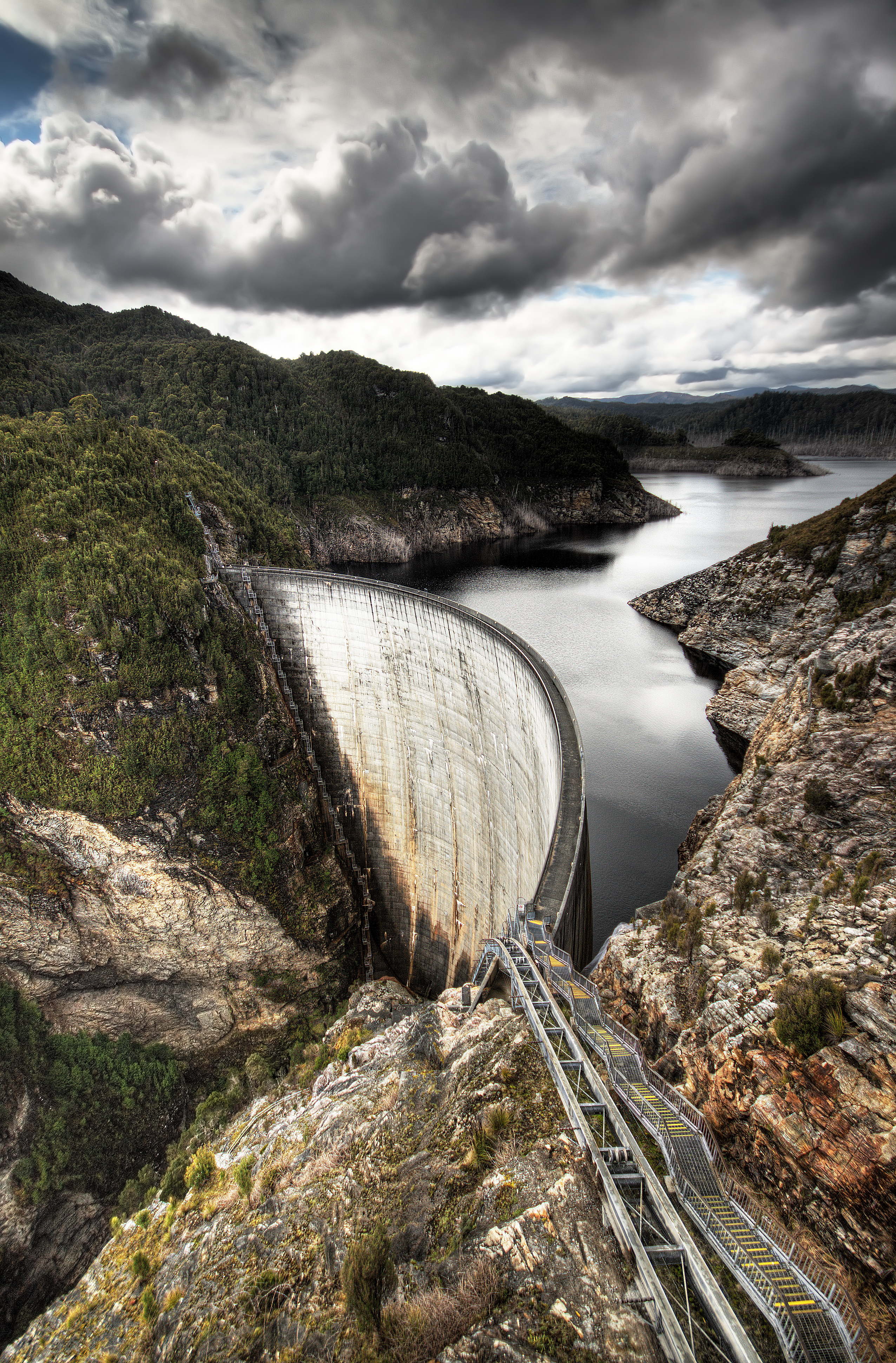
Gordondammen, belägen i sydvästra Tasmanien

Gordondammen (engelska: Gordon River Dam eller Gordon Dam) är en valvdamm vid Gordonfloden i Tasmanien. Den är med sina 140 meter Tasmaniens högsta och Australiens femte högsta dammbyggnad.
År 1963 tilldelade Australiens regering fem miljoner australiensiska dollar till Hydro Tasmania, Tasmaniens största kraftverk, för att bygga vägen Gordon River Road från staden Maydena till området "South West Wilderness". Den byggdes 1964 och knappt tre år senare godkände det tasmanska parlamentet Gordon River Power Development.
Gordondammen var den enda dammen som byggdes över Gordonfloden, trots att tasmanska politiker som Eric Reece och Robin Gray stödde planer på att bygga fler dammbyggnader nedströms. Dammen designades av Sergio Guidici.